# 고강로
고강로는 경기도 부천시 오정구 원종동에서 고강동까지 이르는 부천시도로, 총 연장은 1.78 km이다. 당 도로명은 행정구역 관련 명칭인 고강동을 이용하여 도로명이 명명되었으며, 부천시도 제74호선의 일부를 이룬다.

## 역사
- 2009년 11월 12일 : 도로명으로 고강로를 고시

## 주요 경유지
- 부천시
  - 오정구 원종동 - 고강동

## 접촉하는 도로
- 소사로 (부천시도 16, 20호선)
- 성지로
- 역곡로 (부천시도 22호선)